# Ксенофонтов, Александр Кузьмич
Александр Кузьмич Ксенофонтов (9 августа 1910 год — 13 марта 1940 года) — пулемётчик 169-го стрелкового полка 86-й мотострелковой дивизии 7-й армии Северо-Западного фронта, красноармеец, Герой Советского Союза.

## Биография
Родился в 1910 году в селе Абди (ныне Тюлячинский район Татарстана) в крестьянской семье, родителей звали Кузьма Ксенофонтов и Прасковья Владимирова. Русский.
Окончил начальную школу, работал в колхозе.
В Красной Армии в 1933—1935 годах и с 1940 года. Участник советско-финской войны 1939—1940 годов.
Пулемётчик 169-го стрелкового полка (86-я мотострелковая дивизия, 7-я армия, Северо-Западный фронт) красноармеец Александр Ксенофонтов в ночь на 4 марта 1940 года, оставшись один у пулемёта, метким огнём обеспечил выход подразделения из окружения.
В бою 12 марта отважный пулемётчик уничтожил несколько вражеских огневых точек, был ранен. Скончался от полученных ран в марте 1940 года. Похоронен в Приморске Ленинградской области.

## Награды
- Указом Президиума Верховного Совета СССР от 21 марта 1940 года «за образцовое выполнение боевых заданий командования на фронте борьбы с финской белогвардейщиной и проявленные при этом отвагу и геройство» красноармейцу Ксенофонтову Александру Кузьмичу посмертно присвоено звание Героя Советского Союза.

## Память
- Памятная плита в честь Героя Советского Союза А. К. Ксенофонтова установлена на ммориале воинской славы в селе Тюлячи.
- Бюст А. К. Ксенофонтова установлен в селе Абди Тюлячинского района Республики Татарстан (ул. Ленина, 17; открыт 9 мая 2015 года). Одна из улиц села носит имя Героя.